# Giorno dell'indipendenza dell'Albania
Il giorno dell'indipendenza dell'Albania (in albanese dita e pavarësisë së Shqipërisë) o giorno della Bandiera (dita e Flamurit) è una festa nazionale dell'Albania, nata per commemorare sia la dichiarazione d'indipendenza dell'Albania dall'Impero ottomano, firmata il 28 novembre 1912 a Valona, che il sollevamento della prima bandiera albanese il 28 novembre 1443 a Kruja.
Si festeggia ogni anno il 28 novembre in Albania, Kosovo e nei luoghi principali della diaspora albanese. 